# Bertil Elbe
Bertil August Elbe, född 21 februari 1907 på Kungsholmen, död 3 augusti 1991 i Lidingö, var en svensk sportjournalist och arkivskapare. Under de sista åren före pensioneringen var han sportchef på Huvudstadspress 1968–1972, Han främsta insats var att han, på grundval av en livslång bred verksamhet inom idrott och idrottsjournalistik, samlade och bevarade idrottshistoria. Han utövade åtta lagidrotter och individuella idrotter, var medgrundare till IF Spartania, och var mångårig sekreterare i Stockholms bandyförbund och Stockholms fotbollförbund. Under 40 år var han frilansjournalist i Stockholmstidningar, och i 20 år gjorde han sportkrönikor för radio. Eftersom han hade en ”otrolig kännedom om Stockholmsidrott” fick han Stockholms fritidsnämnds uppdrag att få fart på insamlandet till Stockholms stadsarkivs idrottsarkiv. Bertil Elbe inlämnade till arkivet bland annat Torsten Tegnérs stora privata arkiv efter Tegnérs bortgång; Tegnér hade överlämnat sitt arkiv till Elbe, vilket är ett exempel på Elbes omfattande kontaktnät. Bertil Elbe är gravsatt i Gustav Vasa kyrkas kolumbarium i Stockholm.